# Мирзита
Мирзита (дарг. Мирзитта) — посёлок в Дахадаевском районе Дагестана, входит в состав Гуладтынского сельского поселения.

## География
Посёлок расположен на высоте 1417 м над уровнем моря. Ближайшие населённые пункты — Гуладты, Урари, Хуршни, Куркимахи, Харбук, Бакни, Сутбук, Каркаци, Мусклимахи,Туракаримахи.

## Население
| 1888 | 1895 | 1926 | 1939 | 1970 | 1989 | 2002 |
| ---- | ---- | ---- | ---- | ---- | ---- | ---- |
| 209  | ↘207 | ↘162 | ↗163 | ↘160 | ↗222 | ↗312 |
| 2010 | 2021 |      |      |      |      |      |
| ↗371 | ↘238 |      |      |      |      |      |

## История
Согласно эпиграфическим данным, ислам и арабская письменность присутствовали в селе ещё до XIV века.